# Pearsall
Pearsall é uma cidade localizada no estado norte-americano do Texas, no Condado de Frio.

## Demografia
Segundo o censo norte-americano de 2000, a sua população era de 7157 habitantes.
Em 2006, foi estimada uma população de 7768, um aumento de 611 (8.5%).

## Geografia
De acordo com o United States Census Bureau tem uma área de
10,9 km², dos quais 10,9 km² cobertos por terra e 0,0 km² cobertos por água.

## Localidades na vizinhança
O diagrama seguinte representa as localidades num raio de 28 km ao redor de Pearsall.